# 葛山武八郎
葛山 武八郎（かづらやま たけはちろう、生年不詳 - 元治元年9月6日（1864年10月6日））は、新選組隊士（伍長）。
会津藩出身。新選組加入前は虚無僧をしていたといわれる。池田屋事件の際には果敢に働き、不逞浪士取締り活動の報奨金17両を江戸幕府（京都守護職松平容保）より拝領した。
局長近藤勇の家臣ではないとして、近藤の非行・増長を5箇条に纏めた建白書を隊長の永倉新八、原田左之助、斎藤一、諸士調役の島田魁、尾関雅次郎らとともに綴り会津藩に提出。その後、容保の取り計らいにより近藤との和解となったが、葛山は切腹をした。これは、葛山が最後まで頑強に抗議したための憤死とも、反発への見せしめのために血の気の多く首脳陣に怖じない葛山に責任を負わせて手打ちにしたともいわれている。